# 1988 XX2
1988 XX2 är en asteroid i huvudbältet som upptäcktes den 12 december 1988 av den danska astronomen Poul Jensen vid Brorfelde-observatoriet.
Asteroiden har en diameter på ungefär 2 kilometer.